# Boerydssjön
Boerydssjön är en sjö i Jönköpings kommun i Småland och ingår i Motala ströms huvudavrinningsområde. Sjön är 5 meter djup, har en yta på 0,092 kvadratkilometer och är belägen 233 meter över havet. Sjön avvattnas av vattendraget Kallebäcken.

## Delavrinningsområde
Boerydssjön ingår i det delavrinningsområde (640133-139883) som SMHI kallar för Mynnar i Tabergsån. Avrinningsområdets medelhöjd är 230 meter över havet och ytan är 11,22 kvadratkilometer. Det finns inga delavrinningsområden uppströms utan avrinningsområdet är högsta punkten. Kallebäcken som avvattnar avrinningsområdet har biflödesordning 3, vilket innebär att vattnet flödar genom totalt 3 vattendrag innan det når havet efter 223 kilometer. Delavrinningsområdet består mestadels av skog (64 procent) och jordbruk (18 procent). Avrinningsområdet har 0,09 kvadratkilometer vattenytor vilket ger avrinningsområdet en sjöprocent på 0,8 procent. Bebyggelsen i området täcker en yta av 0,28 kvadratkilometer eller 3 procent av avrinningsområdet.